# Zénobe Gramme
Zénobe Théophile Gramme (4 de abril de 1826 - Jehay-Bodegnée, Bélgica, 20 de enero de 1901, Bois-Colombes, Francia) fue un técnico belga. Construyó la dinamo de Gramme, que fue la primera máquina eléctrica de corriente continua, el primer generador eléctrico apto para uso industrial.
Gramme perfeccionó los inventos de dinamos que existían y reinventó el diseño al proyectar los primeros generadores comerciales a gran escala, que operaban en París en torno a 1870.
Murió en Bois-Colombes, Francia y fue enterrado en el cementerio Père Lachaise. En la ciudad de Liège hay un liceo, "L'Institut Gramme", que lleva su nombre. En 2005 terminó en el lugar 23 en la elección de "Le plus grand Belge" (Los más grandes belgas), un programa de televisión de la emisora de habla francesa RTBF basado en el programa de BBC 100 Greatest Britons (Los 100 mejores británicos).